# Petits Mensonges en famille

Petits Mensonges en famille (Mein falscher Verlobter) est un téléfilm allemand réalisé par Ulli Baumann et diffusé en 2010.

## Fiche technique
- Scénario : Sabine Leipert, Julia Neumann, Sabrina Rössel, Christiane Sadlo
- Durée : 89 min
- Pays :  Allemagne

## Distribution
- Julia Stinshoff : Nina Finndal
- Dietrich Mattausch (en) : Amiral Carl Finndal
- Ralf Bauer : Jonas Jensson
- Heikko Deutschmann : Lasse Hellström
- Stephanie Kellner : Laura Fagerlund
- Marijam Agischewa : Antonella Vespucci
- Rosa Lenz : Janni Fagerlund
- Oliver Boysen : Per Fagerlund
- Boris Bianchi-Pastori : Jan
- Petra Frank : Sandra
- Irm Hermann : Babro Lilienstiel
- Patrick Kalupa : Fournisseur